# V for Vendetta
V for Vendetta è una miniserie a fumetti della DC Comics scritta da Alan Moore e disegnata da David Lloyd. È considerato, insieme a From Hell e Watchmen, uno dei capolavori dell'autore britannico.
La storia è ambientata a Londra, in un futuro distopico in cui il potere è nelle mani di un governo fascista totalitario. In quest'ambiente si muove il protagonista, V, un enigmatico personaggio mascherato da Guy Fawkes, artefice di un attentato fallito al Parlamento inglese nel XVII secolo (la cosiddetta congiura delle polveri), in cui il desiderio di libertà si fonde con uno spiccato spirito anarchico.
Nella storia, di volta in volta, compaiono riferimenti alla lettera V e al numero 5 ("V", in numeri romani, rappresenta il 5); ad esempio, V è rappresentato in un episodio mentre legge un romanzo di Thomas Pynchon che si intitola proprio V., e in un altro episodio viene citata la quinta sinfonia di Beethoven. Inoltre, spesso l'azione si svolge durante il 5 di novembre (la congiura delle Polveri, l'incidente a Larkhill, l'attentato all'Old Bailey e quello al Parlamento). V inoltre si esprime spesso con frasi riconducibili alla struttura metrica del pentametro giambico. Si possono notare alcune analogie, inoltre, con la storia del Fantasma dell'Opera di Gaston Leroux: ad esempio il parallelismo tra il rifugio di V e quello del Fantasma, il fatto che entrambi i personaggi indossino una maschera.

## Storia editoriale

Graffiti di V per Vendetta

V for Vendetta fu originariamente pubblicato in bianco e nero, tra il 1982 e il 1985, nelle pagine della rivista inglese Warrior. La serie fu una delle più acclamate della collana, tanto da meritarsi anche alcune copertine dei 26 numeri della testata.
Il titolo, V for Vendetta, fu un'idea dell'editore Dez Skinn, che volle rendere omaggio ad una striscia a fumetti degli anni sessanta, mentre Moore attribuisce a Lloyd l'idea di mascherare V come Guy Fawkes.
Nel 1985 Warrior chiuse i battenti, lasciando i lettori orfani della conclusione della storia di V. Molte case editrici cercarono di continuare la pubblicazione, ma la serie vide la conclusione pubblicata solo nel 1988, quando la DC Comics decise di ripubblicare tutta la serie in una collana di 10 numeri, a colori. Il primo materiale inedito vide la luce con il numero 7 della testata, che comprendeva un episodio che doveva essere pubblicato nel numero 27 di Warrior. I colori della nuova edizione targata DC Comics furono affidati a Steve Whitaker e Siobhan Dodds.
Dopo un po' di tempo dalla pubblicazione del numero 10, la serie venne ristampata dalla DC Comics in un unico volume, come graphic novel.
In Italia la storia apparve, col titolo V per Vendetta, nel 1991, pubblicata a puntate sulla rivista Corto Maltese (Milano Libri), nei numeri dal 91 al 96. La prima edizione in volume è del 1994, sempre per la Milano Libri. Dopo molti anni da questa uscita, la Magic Press pubblicò una riedizione, di nuovo in un unico volume, nel 2002. Nel 2005, ancora la Magic Press ha provveduto a una ristampa in due versioni. Di particolare rilievo è quella in bianco e nero di grande formato (21x28,5 cm. corrispondente a quello della rivista Warrior), definita edizione assoluta per la cura editoriale e il prestigio dell'edizione, che è assolutamente integrale, e per quanto possibile nella traduzione conforme all'originale. L'altra edizione è la riproposta del volume a colori già edito nel 2002, con l'aggiunta di 9 pagine inedite, nel classico formato comic book (17x26cm). Durante i primi mesi del 2006, la Rizzoli, su licenza della Magic Press, ne pubblica una versione in bianco e nero in un formato leggermente ridotto dal titolo italianizzato V per Vendetta. Nel 2008, la Planeta de Agostini fa uscire la versione Absolute, edizione definitiva, a colori, con copertina cartonata e grande formato (22x32cm circa). Nel 2010 viene pubblicata una nuova edizione Absolute della Planeta con l'aggiunta di tutto il materiale inedito. La casa editrice RW/Lion pubblica nel 2012 e nel 2013 due nuove edizioni, rispettivamente a colori e in bianco e nero, della versione Absolute, entrambe in grande formato e copertina cartonata.

## Trama

### Ambientazione

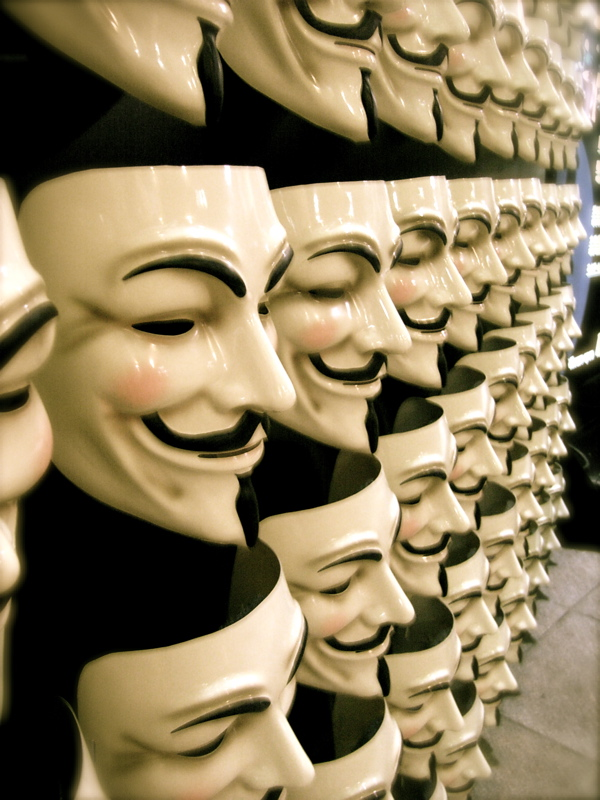
Maschere di Guy Fawkes

La storia è ambientata alla fine del XX secolo in una Gran Bretagna futuristica e distopica, in cui un regime fascista totalitario, chiamato Norsefire (o Fuoco Norreno) ha preso il potere in seguito al caos derivato da una guerra nucleare, dalle cui devastazioni dirette sono state risparmiate le isole britanniche. Le connotazioni del regime hanno dei chiari riferimenti ai modelli della politica totalitaria estremista, con mezzi di comunicazione controllati dal governo, corpi di polizia segreta, campi di concentramento per minoranze discriminate dal punto di vista razziale e sessuale. A questo si aggiunge una forte componente tecnocratica, con richiami al romanzo 1984 di George Orwell (i cittadini sono costantemente controllati dalle telecamere a circuito chiuso ed ascoltati tramite continue intercettazioni ambientali). 
La serie si apre con il conflitto politico concluso, i campi di concentramento hanno esaurito la loro funzione, e il popolo è assuefatto al regime fondato su cristianesimo e suprematismo bianco. Le minoranze sono state sistematicamente perseguitate ed eliminate con metodi hitleriani.
La massima autorità del partito controlla tutto attraverso un supercomputer noto come "Fato", che istruisce, nel modo consono al partito, le informazioni e i programmi alla "Testa", composto dall' "Orecchio" (responsabile della sorveglianza dei microfoni e microspie), l' "Occhio" (addetto alla sorveglianza visiva con telecamere sparse per la città), la "Bocca" (che si occupa della propaganda e della trasmissione) e il "Naso" (le normali forze di polizia). Vi è inoltre il "Dito", ossia la polizia segreta, incaricata di indagare e eliminare qualsiasi tipo di minaccia al partito, a cui è inoltre data massima libertà, risultando spesso criminali e corrotti a causa del loro senso di impunità.
Il leader supremo del partito e della nazione è Adam Susan, che vive in una sorta di bolla simbiotica con il Fato. La monarchia non è stata abolita e la regina Zara siede sul trono.

### Libro 1: l'Europa dopo il regno
1997. Il 5 novembre (data della congiura delle Polveri), spinta dalla fame, la sedicenne Evey Hammond tenta di adescare un uomo che, per sua sfortuna, si rivela essere un agente del Dito che  assieme ad altri due colleghi vogliono abusare di lei prima di ucciderla. In suo aiuto arriva un misterioso figuro con la maschera di Guy Fawkes, che li elimina con facilità e la porta fra i tetti di Londra. V mostra fin dall'inizio di avere doti fisiche e mentali sovrumane. Evey assiste ad un evento terrificante: il Parlamento inglese esplode mentre V recita una filastrocca: "Ricorda per sempre il 5 novembre. E la congiura contro lo stato. Ricorda e sta attento che quel tradimento mai e poi mai sia dimenticato", ammettendo che lo ha fatto esplodere lui. 
I capi delle varie sezioni della Testa sono in riunione con Adam Susan, il leader del partito, ma non hanno nulla in mano, a parte una foto del terrorista in maschera. Adam è furioso e fa pressioni su Derek Almond, il capo del Dito, affinché trovi il misterioso individuo, con gravi conseguenze in caso di fallimento.
Mentre Evey si nasconde con V nel suo rifugio sotterraneo chiamato La Galleria delle ombre, questi rapisce Lewis Prothero, un annunciatore radiofonico che presta la sua voce al Fato, per renderlo più umano. V ricorda a Prothero il suo ruolo di comandante del campo di concentramento di Larkhill e lo fa impazzire. 
Sulle tracce di V si mette Eric Finch, capo del Naso, ed il suo aiutante Dominic.
V si fa raccontare la storia di Evey che, a seguito della carestia dovuta alla guerra, ha perso la madre e il padre, un ex socialista, scomparso nella repressione del Fuoco Norreno.
V continua il suo piano uccidendo, grazie all'aiuto di Evey (che si finge una ragazzina prostituta) il vescovo pedofilo di Londra Lilliman, obbligandolo a suicidarsi con un'ostia imbevuta nel cianuro. Nel mentre fa esplodere l'Old Bailey, monumento alla giustizia.
Finch non riesce a trovare indizi utili, a parte che sulle scene, oltre al marchio di V (che ricorda il simbolo dell'anarchia al contrario), vi è una Violet Carson, rosa che dovrebbe essere estinta. Nel chiedere consiglio al medico legale Delia Surridge, ella rimane visibilmente sconvolta dalla vista del fiore. Il detective, grazie a Dominic, scopre che in effetti un collegamento tra i due casi c'è: anche Lilliman era stato cappellano nel campo di Larkhill. Finch e Dominic scoprono che ogni individuo che ha lavorato a Larkhill è deceduto per cause apparentemente accidentali, mostrando quindi che la vendetta di V era cominciata già da alcuni anni. L'unica ad essere ancora viva è il medico capo del campo, ossia Delia Surridge.
La sera stessa Delia, che vive nel rimorso per il suo ruolo a Larkhill, riceve la visita di V, sentendosi liberata e pronta a morire per i suoi reati. Prima di morire per un'iniezione, Delia chiede ed ottiene di rivedere il volto di V. Quando esce da casa di Delia, V incontra ed uccide Derek Almond, il capo del Dito.
Finch è furioso per la morte di Delia (con cui aveva una relazione). Leggendone il diario scopre la storia di V: questi era un prigioniero a Larkhill e assieme ad altri individui era soggetto a terribili esperimenti da parte di Surridge che lo trasformarono in una creatura dalle doti intellettuali e fisiche sovrumane. L'uomo riuscì a distruggere il campo provocando un'esplosione con del fertilizzante (era responsabile del giardino e gli veniva concesso di coltivare, oltre a frutta ed ortaggi, anche le Violet Carson) e scomparendo nel nulla. Preso il nome di V, dal numero della sua cella (5 in numeri romani), si vendica eliminando gli aguzzini. 
Finch riferisce questi risultati a Susan e teorizza due possibili moventi: il primo è semplice vendetta, che nulla a che vedere con il partito o la città, il secondo è che si sia liberato di chi potesse identificarlo (alcune pagine del diario sono state strappate, quindi non si sa nulla sull'identità di V). Finch teme che V, ora che ha fatto piazza pulita, stia pianificando un attacco terroristico ancora più grande.

### Libro 2: Un vile cabaret
Quattro mesi dopo, V irrompe nella Jordan Tower, la sede della Bocca, guidata da Roger Dascombe, per trasmettere un discorso che invita la gente a resistere al governo. V scappa usando un elaborato diversivo che si traduce nella morte di Dascombe, a cui fa mettere la sua maschera e il vestiario. Finch conosce Peter Creedy, nuovo capo del Dito, un individuo viscido e crudele che spinge Finch a colpirlo, costringendo il Leader (che comunque ha sempre rispettato l'investigatore, nonostante il suo astio nei confronti di alcune scelte di governo) a mandarlo in vacanza forzata. Nel frattempo Evey, dopo aver litigato con V a seguito della morte del vescovo, viene abbandonata per strada da V, e viene protetta da un uomo molto più anziano di nome Gordon, coinvolto nel traffico di alcool di contrabbando.
Rosa Almond (la moglie di Derek rimasta vedova e senza sostegni dal partito) è costretta a lavorare in uno strip-club ed inizia ad odiare il partito e Peter Creedy, il capo del Dito. Nel frattempo Helen Heyer, donna ambiziosa, moglie del neo-capo dell'Occhio Conrad Heyer, un uomo senza spina dorsale, sottomesso alla coniuge, inizia a mettere insieme una milizia per prendere il posto del Leader, che inizia a manifestare segni di squilibrio, con l'aiuto del contrabbandiere scozzese Alistair Harper, detto Ally.
Dopo un regolamento di conti, Ally uccide Gordon ed Evey viene imprigionata con l'accusa di aver attentato alla vita di Creedy. In prigione, Evey viene duramente torturata ma riesce a trovare la forza di resistere dopo aver trovato nella sua cella la biografia scritta sulla carta igienica di un'attrice lesbica di nome Valerie. Quando ormai ha accettato la morte, il carceriere le dice che è libera e si scopre che questi non è altri che V, che ha voluto liberare Evey delle sue paure. V le rivela che Valerie era stata anch'ella detenuta a Larkhill nella stanza accanto alla sua.
Evey perdona V, che rivela di aver violato il sistema informatico del Fato e ha iniziato a manipolare emotivamente Adam Susan con giochi mentali (scoprendo anche come mai fosse sempre un passo avanti agli altri), portando lentamente verso la follia.

### Libro3: La terra del Fa-come-ti-pare
Con una serie di attentati, V distrugge il sistema di sorveglianza del partito, composto da Occhio, Orecchio e Bocca, facendo precipitare la città nel disordine tanto che nemmeno l'intervento dell'esercito riesce a riportare la calma. La situazione di crisi spinge Creedy ad affrettare i tempi di un colpo di stato contro il Leader. Anche Helen trama per portare il suo debole marito Conrad alla carica suprema, mettendosi d'accordo con Ally, con cui allaccia anche una relazione sessuale. 
V ha ormai messo a punto il suo atto finale per sovvertire il fascismo e restituire al popolo la libertà perduta, senza però rivelare ad Evey, che lo segue fedelmente, di che cosa si tratti.
Intanto Finch arriva a Larkhill e assume dell'LSD per cercare di immedesimarsi in V. Sotto l'effetto della droga riesce ad intuire il percorso fatto da V e a cogliere l'intuizione che il suo nascondiglio sia nella Victoria Station, dato che la metropolitana è ormai chiusa ed abbandonata. Finch e V si incontrano, nel duello Finch viene risparmiato da V che invece viene ferito mortalmente. 
Gli eventi precipitano. Rose Almond uccide Adam Susan nel corso di un comizio pubblico. Il partito si trova senza guida e Creedy ne approfitta per dichiarare lo stato di emergenza ed eliminare i rivali.
Istruito da Helen, Ally tradisce Creedy e lo uccide, ma viene assassinato da Conrad, pazzo di gelosia per aver scoperto l'infedeltà della moglie. Conrad muore dissanguato per una coltellata infertagli da Ally, sotto gli occhi della moglie,  rabbiosa per il fallimento del suo piano.
Pur ferito, V riesce a raggiungere Evey per darle le ultime istruzioni su cosa fare dopo la sua morte. Evey si ritrova quindi sola attanagliata dalla curiosità di scoprire chi fosse V, ma ogni volta che si trova sul punto di farlo, si ferma e capisce che non sarebbe comunque abbastanza, che nessun volto sarebbe grande come l'idea che si cela dietro la maschera, che dietro quella maschera potrebbe esserci qualsiasi volto, anche il suo. Come da lui richiesto, indossa la sua maschera e prepara per V un funerale vichingo. Avvia il treno imbottito di esplosivo per distruggere Downing Street, la sede del primo ministro. Il potere del Norsefire sull'Inghilterra è ormai spezzato e la folla si abbandona a manifestazioni violente, da cui non è chiaro se emergerà un nuovo stato di "anarchia consapevole" (e responsabile), come auspicato da V o solamente il caos e la sopraffazione. Evey cercherà di proseguire l'opera di V, salvando dalla folla Dominic e iniziando con lui lo stesso lavoro che aveva fatto V con lei. Nelle ultime pagine, Finch incontra Helen Heyer, fuggita da Londra e rimasta priva di un protettore. Disgustato dal comportamento della donna, l'ex-ispettore la abbandona al suo destino e si allontana (forse per sempre) dalla città lungo la M1 al sorgere del sole.

## Altri media

### Cinema

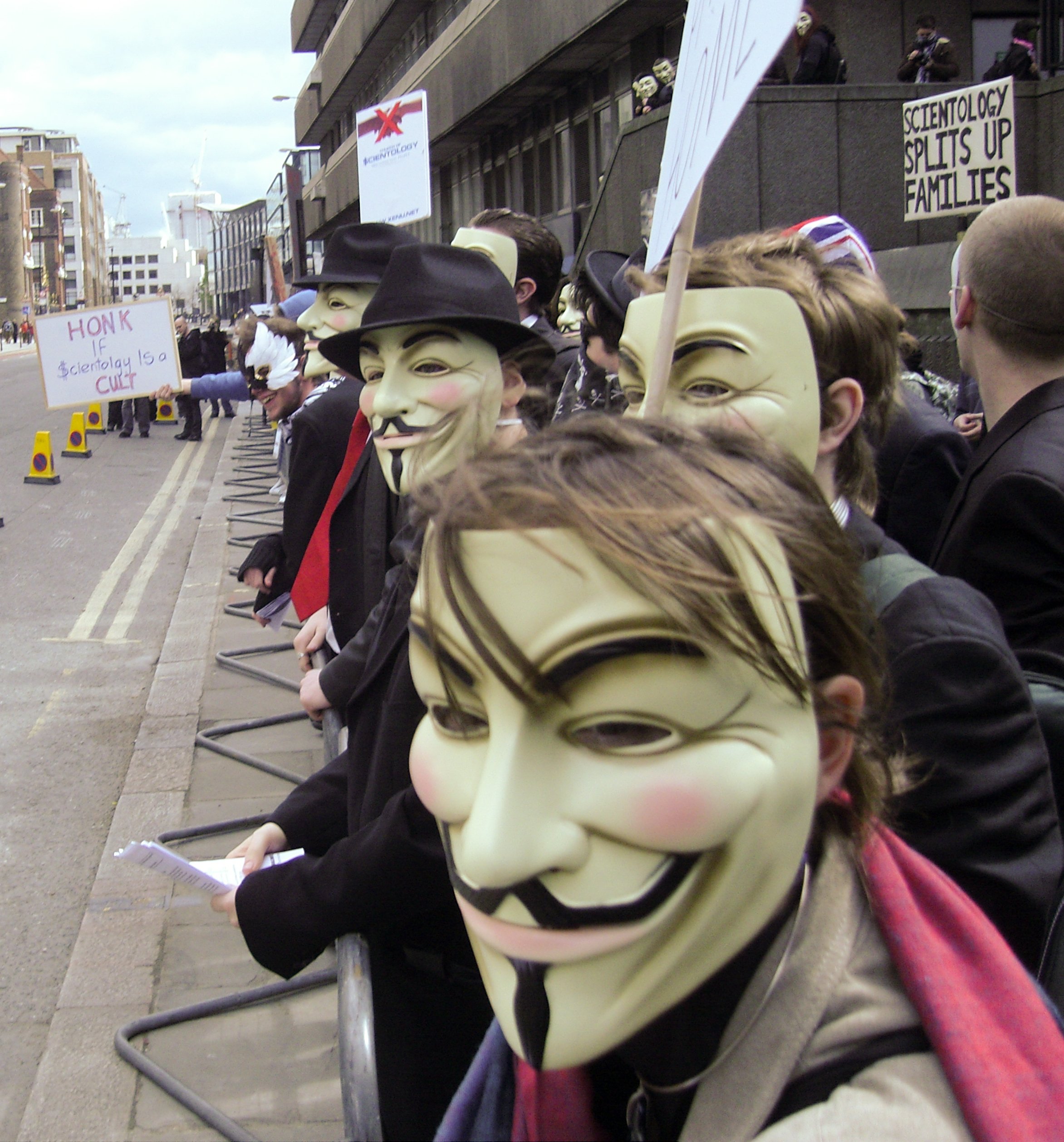
Manifestanti che indossano maschere di Guy Fawkes durante una protesta a Londra nel 2008

Il 17 marzo 2006 è uscito in contemporanea mondiale V per Vendetta, film di James McTeigue, su sceneggiatura delle sorelle Wachowski, tratto dall'opera di Moore e Lloyd, con Hugo Weaving e Natalie Portman (doppiati in italiano da Gabriele Lavia e Connie Bismuto).

### Televisione
Nella diciassettesima puntata della nona stagione di I Simpson ci sono due palesi riferimenti a V per Vendetta:
- primo riferimento: Lisa scende in salotto mentre Homer e Bart stanno guardando un programma in televisione in cui vengono abbattuti palazzi con musica di sottofondo Ouverture 1812 di Pëtr Il'ič Čajkovskij, la stessa musica che V mette quando fa esplodere il palazzo del Parlamento;
- secondo riferimento: quando Lisa parla in televisione ricorda molto il discorso di V alla BTN.

Nella versione originale della tredicesima puntata dell'ottava serie Bart afferma: «Every day is Guy Fawkes Day!».

### Musica
Alan Moore stesso, con la fondamentale collaborazione del bassista dei Bauhaus David J., incise un EP nel 1984 dal titolo V for Vendetta in cui vengono interpretate atmosfere e brani (come This Vicious Cabaret) dell'opera illustrata. Il gruppo musicale Shadow Gallery prende il suo nome dal rifugio di V, la galleria delle ombre. Il loro album Room V (2005) è un altro omaggio all'opera.